# Leite de Vasconcelos
José Leite de Vasconcelos Cardoso Pereira de Melo (Ucanha, 7 de julio de 1858-Lisboa, 17 de mayo de 1941) fue un lingüista, filólogo y etnógrafo portugués.

## Biografía
Desde pequeño Leite de Vasconcelos ("Vasconcellos" según la ortografía de la época) observaba el ambiente en el que vivía y anotaba en cuadernillos todo lo que le llamaba la atención. A los dieciocho años fue a Oporto para continuar sus estudios, licenciándose primero en Ciencias Naturales, en 1881, y, en 1886, en Medicina, en la Escuela Médico-Quirúrgica, aunque únicamente ejerció esta profesión durante menos de dos años (1885-1887), como delegado médico en Cadaval, al norte de Lisboa. 
Su tesis de licenciatura, Evolução da linguagem (1886), ya demostró su gran interés por las Letras, que por fin ocuparían toda su larga vida. Las ciencias exactas le dejaron un estilo investigador riguroso y exhaustivo, que aplicó tanto en Filología, como en Arqueología o en Etnografía, disciplinas en las que más tarde se volvería una referencia.
Fundó la Revista Lusitana 1887-1943, O Arqueólogo Português 1895-1931 (con una 2.ª serie desde 1955), y el por entonces llamado Museu Etnográfico Português, instalado en 1893 en el monasterio de los Jerónimos de Belém, actualmente Museu Nacional de Arqueología, que lleva su nombre. Estos años finales del siglo XIX fueron quizá los suyos más productivos, dando a la imprenta en 1897 el primero de los volúmenes de su obra más influyente y conocida en el extranjero, As Religiões da Lusitânia (1897-1913).
Se doctoró en la Universidad de París, con la tesis Esquisse d'une dialectologie portugaise (1901), el primer compendio importante de la diatopía del portugués (después continuado y mejorado por Manuel de Paiva Boléo y Luís Lindley Cintra). Fue también pionero en el estudio de la onomástica portuguesa con la obra Antroponímia Portuguesa.
Tras enseñar Numismática y Filología Portuguesa en la Biblioteca Nacional de Portugal, donde era conservador desde 1887, al crearse en 1911 la Facultad de Letras de la Universidad de Lisboa, fue nombrado en ella catedrático de Lengua y Literatura Latinas, y de Literatura Francesa medieval. En palabras de Antonio García y Bellido en 1955, Vasconcelos "fue una de las mayores autoridades que en Arqueología ha producido la Península".
Falleció a los 82 años, dejando en su testamento parte de su herencia científica y literaria al Museu Etnológico Português -que había fundado y dirigido hasta su jubilación en 1929, germen del posterior Museu Nacional de Arqueología, al que más tarde se dio su nombre-, incluyendo una biblioteca con cerca de ocho mil títulos, además de manuscritos, correspondencia, grabados y fotografías, que se sumaron a las colecciones personales, etnográficas y arqueológicas, con las que medio siglo atrás había arrancado la institución.

## Obra
La lista de obras de Leite de Vasconcelos es bastante extensa, citándose a continuación algunos de sus trabajos:
- O Dialecto Mirandez (1882)
- Portugal Prehistórico (1885)
- Revista Lusitana (primera serie: 1887-1943; 39 volúmenes)
- Religiões da Lusitânia (1897-1913; tres volúmenes) (reed. Imprensa Nacional, 1981)
- Estudos de philologia mirandesa (1900 y 1901; dos volúmenes)
- Esquisse d'une Dialectologie Portugaise. These pour le Doctorat de l'Universite de Paris (1901 (2.ª ed. ampliada: 1970, digitalizada en, ed. crítica: 1987).
- Textos Archaicos (antología, 1903)
- Livro de Esopo (1906)
- O Doutor Storck e a litteratura portuguesa (1910)
- Lições de Philologia Portuguesa (1911)
- História do Museu Etnológico Português (1915)
- Antroponímia Portuguesa (1928)
- Opúsculos (1928, 1928, 1929, 1931 y 1988; cinco volúmenes)
- Etnografia Portuguesa (1933-1988, diez volúmenes)
- Filología Barranquenha - apontamentos para o seu estudo (1940, ed. 1955)

Publicaciones póstumas:
- Romanceiro Português (ed. 1958-1960, en dos volúmenes)
- Contos Populares e Lendas (ed. 1964, en dos volúmenes)
- Teatro Popular Português (1974-1979)
- Cancioneiro popular português (1975)
- Epistolário de José Leite de Vasconcelos (suplemento n.º 1 de O Arqueólogo Português), Museu Nacional de Arqueología (1999) (24.289 cartas, de 3.727 correspondientes)

Centenario y homenaje:
- José Leite de Vasconcellos, livro do centenário (1858-1958), edição (1960), Faculdade de Letras, Universidade de Lisboa. Imprensa Nacional Lisboa. En esta obra (págs. 139-269) Isabel Vilares Cepeda reunió toda la bibliografía de Leite de Vasconcelos.
- Actos en 2008 por el 150 Centenario: v. en "Enlaces externos".

## Curiosidades
- En Lisboa, en la freguesia de São Vicente de Fora (Graça), así como en varias otras ciudades portuguesas como Cadaval, Seixal (Setúbal), Miranda do Douro, o São Brás de Alportel, existen calles y plazas dedicadas a su memoria.